# Trastorn per estrès posttraumàtic
El trastorn per estrès posttraumàtic (TEPT o TEP) és un trastorn psicològic que pot aparèixer després d'un esdeveniment que és viscut amb por molt intensa, terror i sensació d'impotència. Aquest esdeveniment traumàtic pot ser la mort d'algú, l'amenaça a la vida d'un mateix o d'algú altre, el fet de patir danys físics greus o una amenaça greu a la integritat de la persona, fins al punt de no poder suportar-ho psicològicament. Apareix sovint en persones víctimes d'accidents, agressions físiques o sexuals o psicològiques d'uns determinats tipus, catàstrofes, guerres, i d'altres.
El diagnòstic d'aquest trastorn es va definir a partir de l'estudi extens dels símptomes que patien els veterans de la Guerra del Vietnam. Més endavant, investigant víctimes d'abusos sexuals es descobrí una categoria de TEPT: el trastorn per estrès posttraumàtic complex.

## Criteris diagnòstics
Segons el Manual Diagnòstic i Estadístic dels Trastorns Mentals (DSM-5), el trastorn per estrès posttraumàtic es caracteritza per:
- Exposició a la mort, lesió greu o violència sexual, ja sigui real o amenaça.
- Símptomes intrusius associats a l'esdeveniment traumàtic (com records involuntaris, malsons, reaccions dissociatives…)
- Evitació persistent als estímuls associats a l'esdeveniment traumàtic
- Alteracions cognitives i de l'estat d'ànim associades a l'esdeveniment traumàtic (com amnèsia psicògena, pensaments distorsionats, apatia…)
- Alteració important de l'alerta i reactivitat associada a l'esdeveniment traumàtic (com irritabilitat, hipervigilància, alteracions del son…)

La durada dels símptomes cal que sigui superior a un mes i que impliqui un malestar significatiu o un deteriorament en l'àmbit social o laboral.
Si la durada dels símptomes és inferior a un mes i superior als 3 dies, parlem del trastorn per estrès agut.

## Tractament
Les revisions d'estudis han mostrat que la teràpia combinada (psicoteràpia + farmacoteràpia) no és més efectiva que la teràpia psicològica sola.

### Teràpies psicològiques
Diverses teràpies psicològiques han demostrat la seva eficàcia a l'hora de tractar el TEPT. Es recomanen psicoteràpies individuals i centrades en el trauma, que tinguin com a component central l'exposició i/o reestructuració cognitiva, com ara la Teràpia d'Exposició Prolongada, la Teràpia de Processament Cognitiu, la Desensibilització i Reprocessament amb Moviments Oculars, la Teràpia Eclèctica Breu, i la Teràpia d'Exposició Narrativa.

### Teràpies farmacològiques
Malgrat que s'han utilitzat molts medicaments per tractar els símptomes del TEPT, la majoria no s'ha provat que siguin eficaços. Només alguns antidepressius —com la fluoxetina, la paroxetina o la venlafaxina— han demostrat una eficàcia superior al placebo.

## TEP i interocepció
Els estudis de neuroimatge funcional han demostrat que els pacients amb trastorn per estrès posttraumàtic (TEPT) presenten una activació disminuïda en l'ínsula anterior dreta, una regió del cervell que és en gran part responsable d'identificar el desajustament entre els estats cognitius i els interoceptius.